# Талица (приток Ухры)
Талица или Тоица — река в России, протекает в Арефинском сельском поселении Рыбинского района Ярославской области. Левый приток реки Ухра.
Исток около деревни Васильково, на северном склоне водораздельной возвышенности, разделяющей бассейн Ухры и бассейны левых притоков Волги. Притоки Ухры текут преимущественно на север, притоки Волги в южном направлении. Западнее Талицы на расстоянии 1-3 км протекает река Морма, восточнее на расстоянии 1-2 км не названный на карте ручей, и, далее река Кошка. Исток Талицы находится в окружающих Васильково полях, но далее она течёт на северо-восток по лесной, ненаселённой местности. В нижнем течении на правом берегу — деревня Субботино. Устье реки находится в 7,7 км по левому берегу реки Ухра, несколько выше деревни Чашково . Длина реки — 10 км.

## Данные водного реестра
По данным государственного водного реестра России относится к Верхневолжскому бассейновому округу, водохозяйственный участок реки — Рыбинское водохранилище до Рыбинского гидроузла и впадающие в него реки, без рек Молога, Суда и Шексна от истока до Шекснинского гидроузла, речной подбассейн реки — Реки бассейна Рыбинского водохранилища. Речной бассейн реки — (Верхняя) Волга до Куйбышевского водохранилища (без бассейна Оки).
По данным геоинформационной системы водохозяйственного районирования территории РФ, подготовленной Федеральным агентством водных ресурсов:
- Код водного объекта в государственном водном реестре — 08010200412110000010256
- Код по гидрологической изученности (ГИ) — 110001025
- Код бассейна — 08.01.02.004
- Номер тома по ГИ — 10
- Выпуск по ГИ — 0